# Eden – It’s an Endless World!
Eden – It’s an Endless World! (im Original EDEN 〜It's an Endless World!〜) ist eine Manga-Serie des japanischen Zeichners Hiroki Endo. Das Werk wurde in mehrere Sprachen übersetzt und umfasst über 3.600 Seiten. Eden spielt in der nahen Zukunft unserer Realität, nachdem eine Pandemie 15 Prozent der Erdbevölkerung getötet hat, Hauptschauplatz ist Südamerika. Der Manga lässt sich als Science Fiction und Seinen kategorisieren.

## Handlung

### Vorgeschichte
Das 2060 in Südafrika entdeckte Closure-Virus löst eine Pandemie aus. Das Virus führt zur Abkapselung des Körpers, die Haut versteinert und das Innere stirbt ab. Die Krankheit führt zum Rückgang der Weltbevölkerung um 15 % und zum Zusammenbruch der UNO.
Die beiden Kinder Enoa und Hanna leben mit ihrem Beschützer Maurice Rain auf der Jungfern-Insel Eden in einer Biosphäre aus den 1990er Jahren. Die Kinder sind gegen das Virus immun, das nahezu alle Menschen in ihrem Umfeld getötet hat. Auch Rain ist erkrankt und wird immer schwächer. Enoa findet in der Umgebung der Unterkunft einen alten Kampfroboter namens Cherubim, den er wieder funktionsfähig macht. Eines Tages landen Hubschrauber der UNO auf der Insel. Der Befehlshaber, der die Kinder in die Zivilisation bringen will, um Antikörper gegen die Infektion zu entwickeln, wird von seinen Begleitern, Mitgliedern der Organisation Propatria, unter denen auch Enoas Vater ist, erschossen. Daraufhin bringt Enoa Cherubim dazu, die Eindringlinge zu töten. Nachdem Rain an den Folgen des Virus gestorben ist, verlassen Enoa und Hanna mit dem Roboter Cherubim Eden.
In der folgenden Zeit erlangt die Organisation Propatria große Macht in Teilen der Welt und teilt diese in Gnosia, ihren Machtbereich, und Agnosia ein. Zu Agnosia zählt unter anderem die Islamische Föderation. Es kommt häufig zu Kriegen, da Propatria sein Einflussgebiet ausdehnen will, sowie zu ethnischen Säuberungen. Eine weitere Gruppe, die Nomad, bilden ein globales militärisches Netzwerk, das aus Resten verschiedener Völker entstanden ist.

### Haupthandlung
20 Jahre später reist der junge Eliah in Südamerika allein mit seinem Roboter Cherubim in den Trümmern zerstörter und verlassener Städte. Nachdem er in der Leiche eines Jungen eine Minidiskette fand, wird er von einer Guerillagruppe gefangen genommen, die zur Organisation Propatria vordringen will. Unter diesen ist Sophia, eine Frau, die in dem synthetischen Körper eines Kindes lebt. Angeführt werden sie vom Georgier Nazarbajev Khan, einem ehemaligen Armeemitglied. Zu den Guerilleros gehören außerdem der Schwarze Wycliff und der Japaner Kenji. Eliahs Vater Enoa ist der mächtigste Drogenboss Südamerikas geworden, Eliahs Mutter Hanna und seine Schwester Mana wurden von Propatria gefangen genommen, um Druck auf Enoa auszuüben. So begleiten Eliah und Cherubim die Guerilleros auf ihrem Weg durch die Anden.
Auf ihrem Weg treffen sie auf eine Gruppe anderer Guerilleros, die sie töten. Nach dem Kampf lassen sie zwei überlebende Frauen frei, die bei den Guerilleros waren. Doch die Prostituierte Helena und das Indianer-Mädchen Katia werden bald von Soldaten Propatrias gefunden. Die Guerilleros befreien sie erneut und auch die beiden Frauen begleiten sie nun. Bald darauf kommt es zum Kampf gegen Truppen Propatrias. Zwar können diese besiegt werden, doch sterben dabei Katia und Wycliff. Die Anderen werden von Tony Amoa, einem Untergebenen Enoas, und Truppen der Nomad abgeholt und nach Agnosia gebracht.
In der folgenden Zeit wird Sophia von Nomad untersucht, wobei das Programm Maya verwendet wird, das ihr in Form eines jungen Mannes erscheint. Währenddessen will Eliah seine Mutter und seine Schwester befreien. Als die Verhandlungen zwischen Enoa und Propatria scheitern, befinden sich beide und der Körper Mayas, den diese in ihren Besitz bringen will, am Flughafen der Stadt. So kommt es zu einem Kampf, bei dem zwar Maya durch Sophia in ihren Körper heruntergeladen werden kann, doch bei der Eliahs Mutter schwer verletzt wird. Mana wird von Propatria mitgenommen und Maya schließt sich ihnen freiwillig an.
Nach dem Vorfall kommt Eliah bei Helena unter, die in der Stadt in einem Bordell arbeitet. Es kommt zu Konflikten mit der örtlichen Mafia, da sie die schlecht behandelte und drogenabhängige Manuela aufnimmt, um sie zu schützen. Währenddessen nutzt Eliah die Bekanntschaften, die er durch seinen Vater hat, um Cherubim einen neuen Körper zu verschaffen, seine Schwester zu befreien und weiter gegen Propatria zu kämpfen. Doch bald wird Helena von Manuelas ehemaligen Zuhälter und Geliebten entführt.

## Konzeption
Die Erzählung springt häufig zwischen einzelnen Handlungssträngen in unterschiedlichen Zeiten. Die Vorgeschichte wird nur nach und nach in Rückblenden erklärt. Später widmen sich einzelne Rückblenden dem Leben einzelner Charaktere und deren Entwicklung.

## Entstehung und Veröffentlichungen
Für Hiroki Endo war der Anime Neon Genesis Evangelion Inspiration und Anlass zur Entstehung des Mangas. Er hat seine Gefühle, die beim Sehen der Serie „abgefallen“ sind, in Eden mit einfließen lassen.
Der Manga erschien von 1997 bis 2008 im japanischen Manga-Magazin Afternoon des Kodansha-Verlags. Die Geschichte wurde im April 1998 erstmals auch in Taschenbuchform veröffentlicht und liegt mit 18 Bänden komplett vor.
Auf Deutsch erschienen von Januar 2001 bis Mai 2009 alle 18 Taschenbücher bei Egmont Manga und Anime. Die deutsche Übersetzung stammt von Ute Jun Maaz. Seit Mai 2025 erscheint bei selbigem Verlag eine Master Edition in Doppelbänden; bisher sind zwei von neun geplanten Bänden erhältlich (Stand Juli 2025). Der Manga erschien auch auf Englisch bei Dark Horse Comics in den USA und bei Titan Books in Großbritannien. Er wurde außerdem unter anderem ins Französische, Polnische und Portugiesische übersetzt.

## Rezeption
Die amerikanische Ausgabe wurde vom Magazin Wizard als Manga des Jahres ausgewählt und von David F. Smith als bester Manga auf dem amerikanischen Markt bezeichnet: eine „intensive, bewegende Geschichte über das Überleben in der nahen Zukunft“, die düster beginne und mit Fortschreiten der Handlung immer düsterer werde. Jason Thompson nennt die Serie vergleichbar mit Appleseed von Masamune Shirow. Die Hintergründe seien bewegend mit Sinn für Details gezeichnet und der Horror des Krieges werde gut vermittelt. Die Charakterentwicklung bleibe bei all den Kämpfen jedoch zurück, worunter nach einer Weile die Geschichte leide und die vielen religiösen Anspielungen blieben unerklärt. Die guten Zeichnungen könnten den Manga dennoch zu einem Lesevergnügen machen. Die deutsche Zeitschrift AnimaniA beschreibt den Stil als gekennzeichnet „durch eine realistische Art der Darstellung“ […] „eines grausamen Garten aus Kampf und Zerstörung, alles überwuchernder Natur und hochtechnologischen Waffen“. Der äußerst spannende und ereignisreiche Manga verarbeite christliche Motive und gnostische Begriffe, deren Bedeutung für die Geschichte nur sehr langsam aufgedeckt werde.